# Agawa
Agawa (Agave L.) – rodzaj roślin z rodziny szparagowatych (podrodziny agawowych). Liczy około 277 gatunków występujących naturalnie na obszarze od środkowych i południowych stanów USA do północnych rejonów Ameryki Południowej i Karaibów. Obszarem największej różnorodności rodzaju jest Meksyk. Niektóre gatunki agawy, w szczególności agawa amerykańska, zostały introdukowane na wszystkie kontynenty poza Antarktydą. W Europie wiele gatunków zostało introdukowanych na Wyspy Kanaryjskie, ponadto naturalizowane agawy występują w Hiszpanii, Portugalii, we Włoszech i na Półwyspie Bałkańskim. Wiele gatunków agaw to rośliny włóknodajne, spożywcze, lecznicze i ozdobne. Ze skróconych łodyg agawy niebieskiej produkuje się tequilę.
Nazwa naukowa rodzaju pochodzi od greckiego słowa αγαύος (agavos – wspaniały, godny podziwu). W mitologii greckiej Agaue była królewną tebańską, córką Kadmosa i Harmonii.

## Morfologia

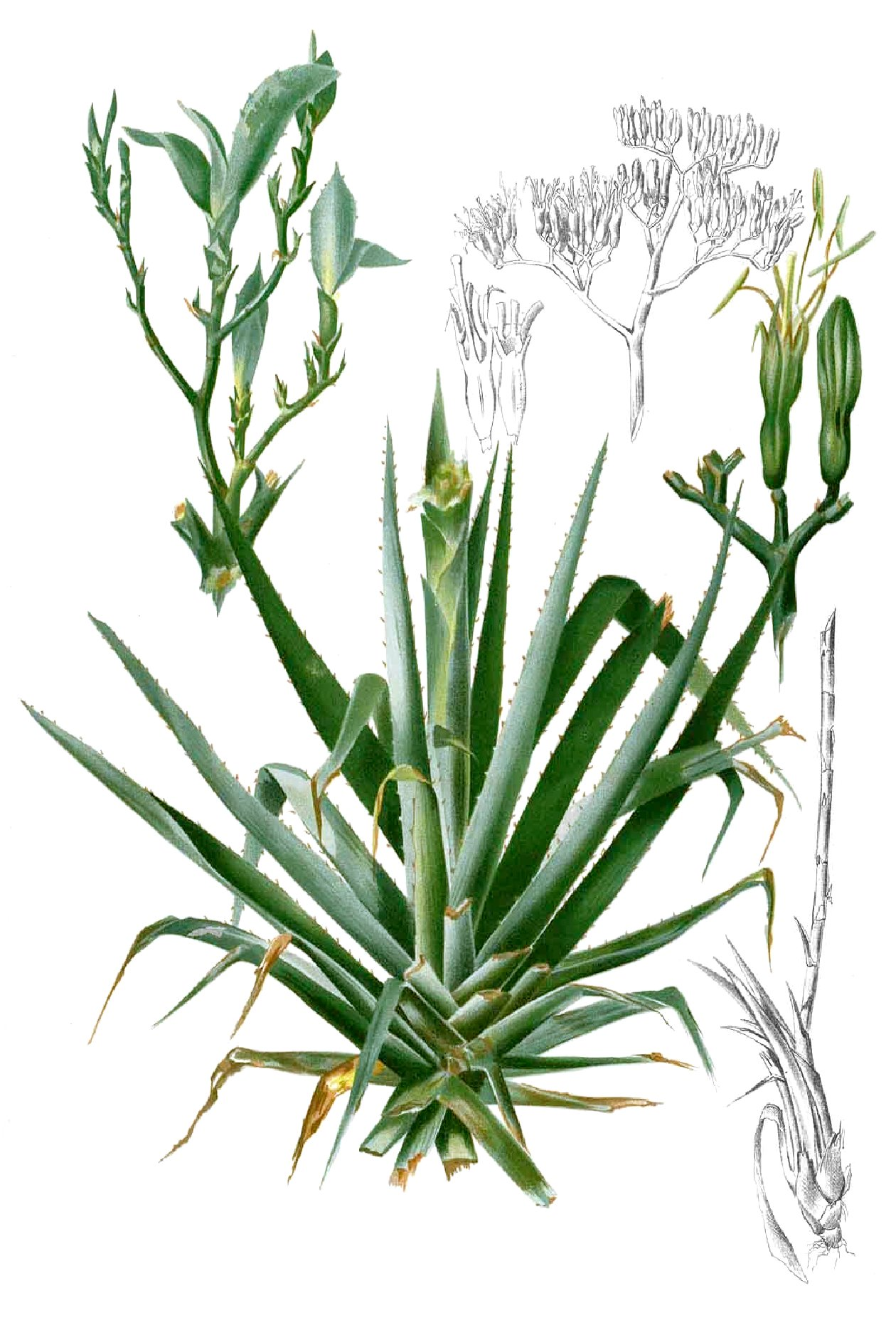
agawa amerykańska

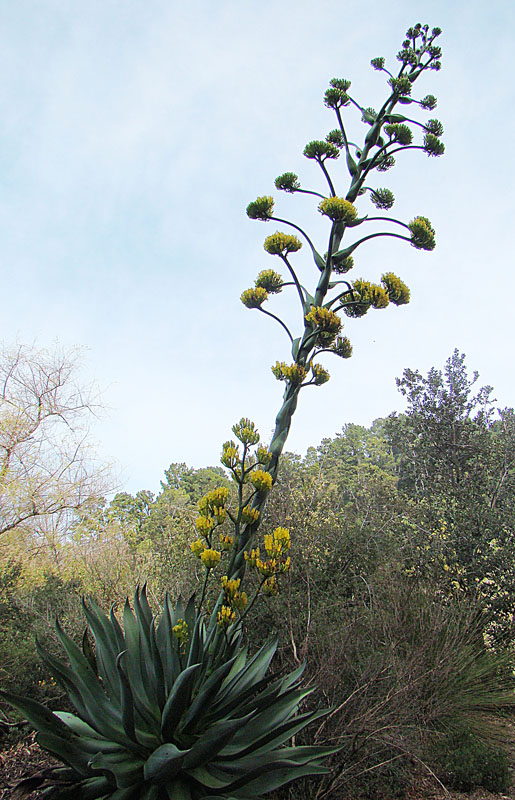
Agave atrovirens

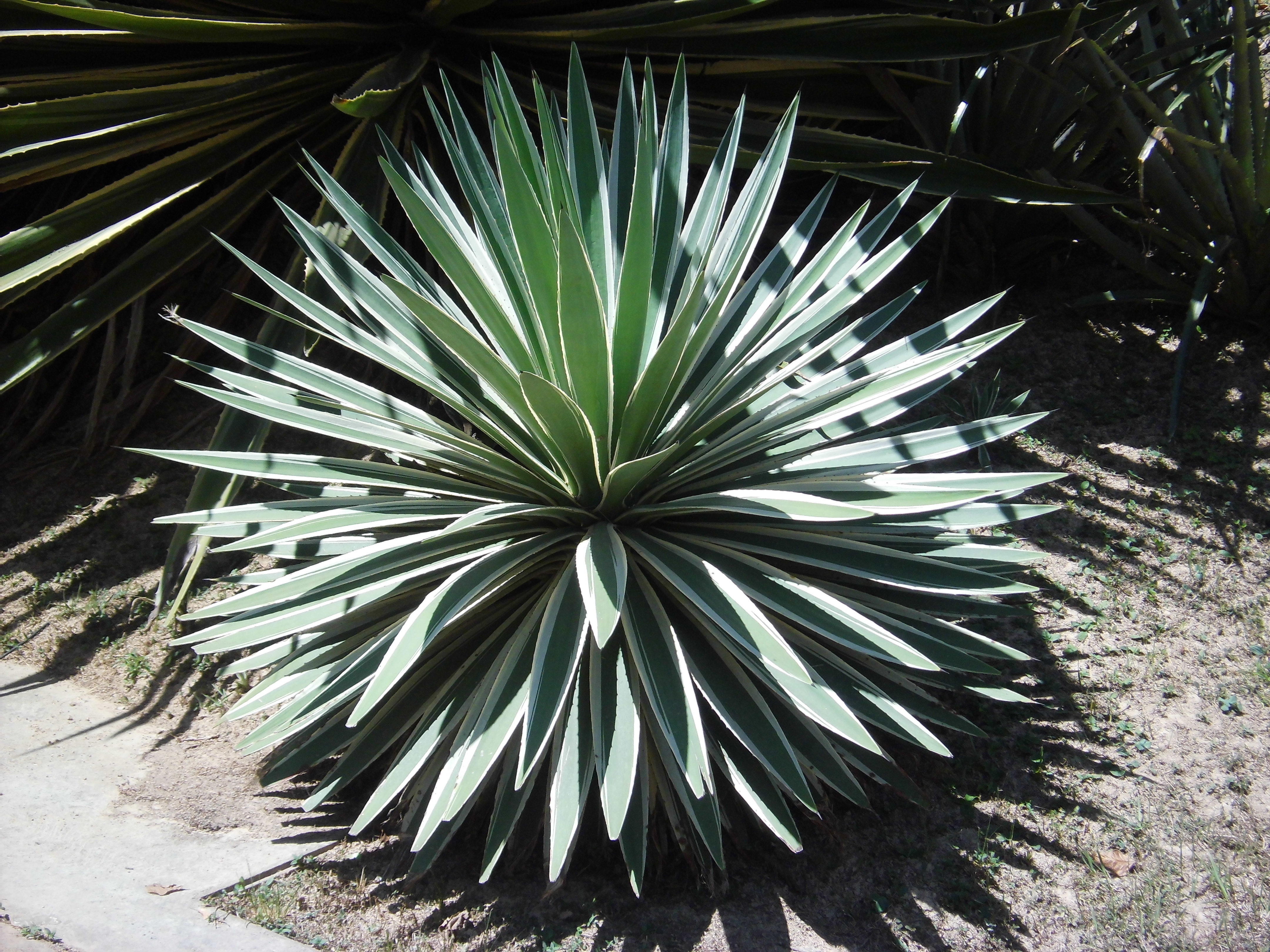
Agave angustifolia

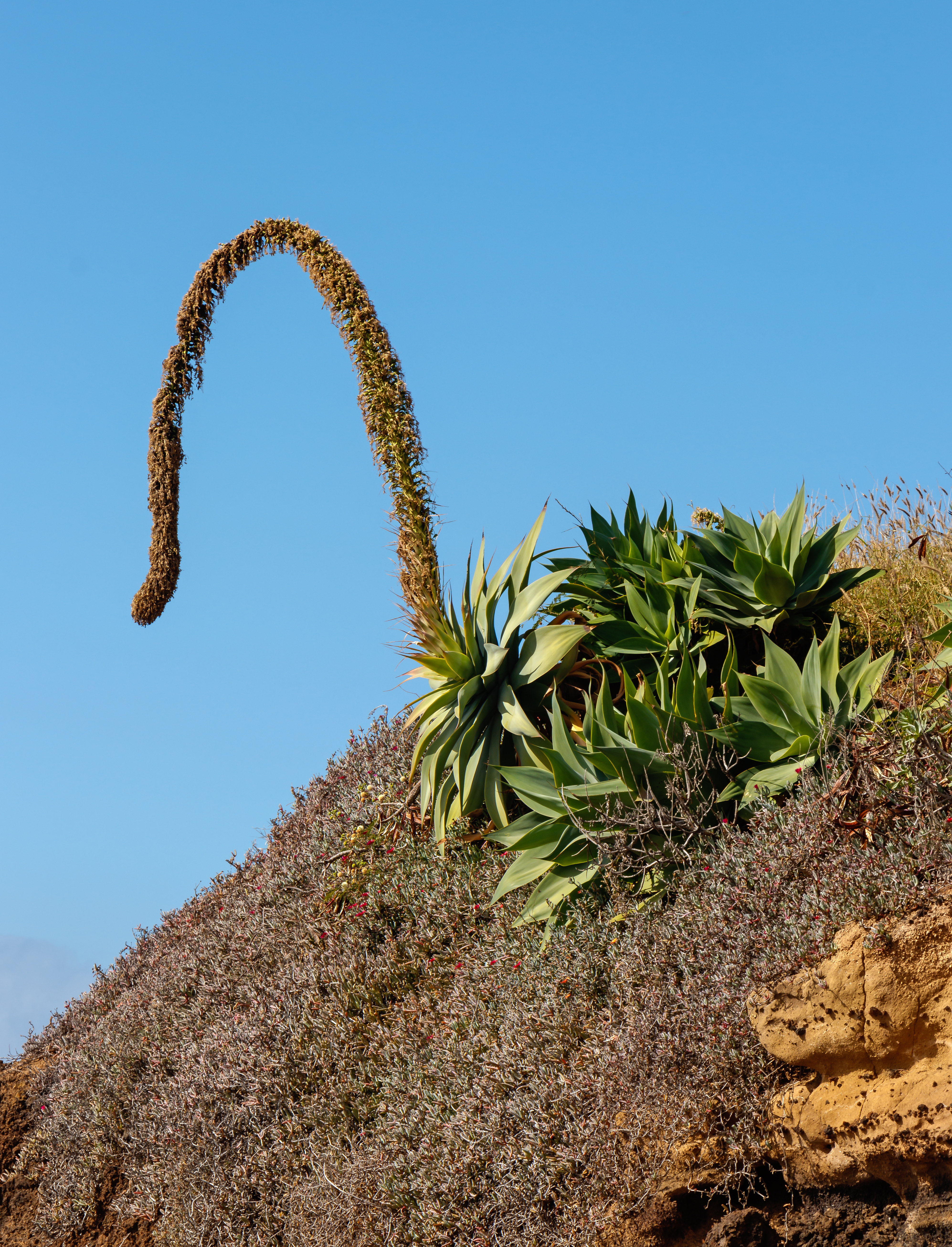
Kwitnąca Agave attenuata

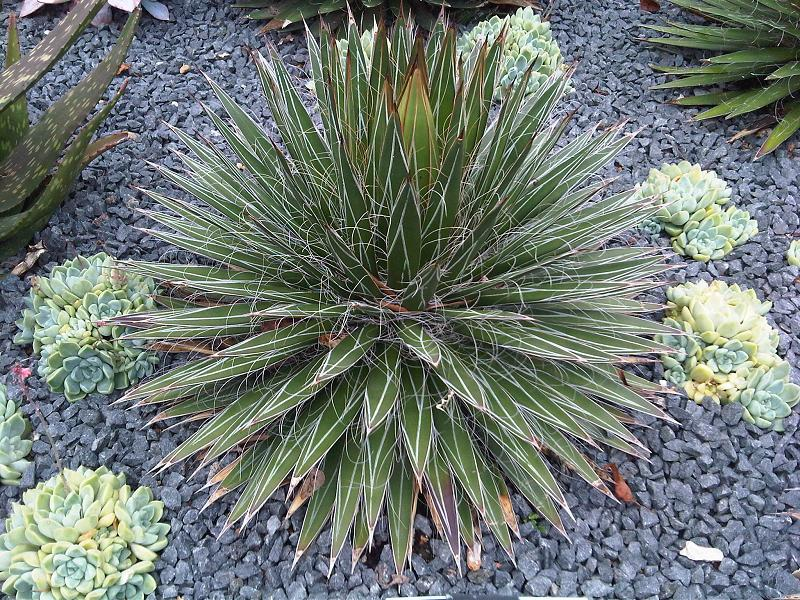
Agave filifera

PokrójWieloletnie, wiecznie zielone, pachykauliczne (o pędzie grubym i słabo rozgałęzionym), masywne rośliny zielne, niekiedy o drewniejącej łodydze.
ŁodygaSilnie skrócona lub wydłużona.
LiścieRośliny tworzą rozetę gruboszowatych i grubych liści, jędrnych do sztywnych, jasnozielonych do zielonych i sporadycznie z jaśniejszymi białymi wzorami. Blaszki liściowe równowąsko-lancetowate, mieczowate do jajowatych, o brzegach całych, ząbkowanych lub rozdzielających się na nitkowate włókna, z krótkim do długiego, ostrym, kolcowatym wyrostkiem na wierzchołku.
KwiatyRośliny monokarpiczne (kwitną tylko jeden raz w życiu) lub rzadziej polikarpiczne. Zakwitają w wieku 6–20 lat, a niektóre gatunki nawet później. Kwiaty przedprątne, wyrastające pojedynczo, w parach lub w baldachokształtnych wiązkach, liczących od 2 do ponad 40 kwiatów, na szypułkach a także na bocznych odgałęzieniach szypułek, zebrane w wierzchołkowy, kłosowaty, groniasty lub wiechowaty kwiatostan, wyrastający wysoko ponad liście na długim głąbiku. Okwiat głównie żółty, rzadziej białawy lub czerwonawy, lejkowaty do rurkowatego, sześciolistkowy. Listki okwiatu równowąskie do podługowatych lub trójkątnych, zrośnięte u nasady w rurkę, szczytowo ze zwężoną szyjką, o wierzchołkach wzniesionych lub wygiętych, często kapturkowatych, często brodawkowatych wierzchołkach. Sześć pręcików wyrastających ponad okwiat, osadzonych szczytowo lub wewnątrz rurki okwiatu. Nitki pręcików nitkowate. Pylniki równowąskie, obrotne. Zalążnia dolna, zielonkawa, trójkomorowa, gruboszowata, grubościenna. Szyjka słupka szydłowata, zakończona trójklapowanym, główkowatym, brodawkowatym znamieniem.
OwocePodługowate do jajowatych torebki, grubościenne i mięsiste, pękające podłużnie. Nasiona czarne, spłaszczone, odwrotnie jajowate i kulistawe dystalnie.

## Systematyka
Pozycja systematyczna
Rodzaj należy do podrodziny agawowych Agavoideae Herbert w rodzinie szparagowatych Asparagaceae.
W obrębie podrodziny Angiosperm Phylogeny Website wyróżnia kilka linii rozwojowych: 
|  | \| \| Herrerieae \| \| \| \| \| \| Anthericceae \| \| \| \| |
|  |                                                             |
|  | Herrerieae                                                  |
|  |                                                             |
|  | Anthericceae                                                |
|  |                                                             |

|  | Herrerieae   |
|  |              |
|  | Anthericceae |
|  |              |

|  | \| \| Herrerieae \| \| \| \| \| \| Anthericceae \| \| \| \| |
|  |                                                             |
|  | Herrerieae                                                  |
|  |                                                             |
|  | Anthericceae                                                |
|  |                                                             |

|  | Herrerieae   |
|  |              |
|  | Anthericceae |
|  |              |

|  | \| \| Herrerieae \| \| \| \| \| \| Anthericceae \| \| \| \| |
|  |                                                             |
|  | Herrerieae                                                  |
|  |                                                             |
|  | Anthericceae                                                |
|  |                                                             |

|  | Herrerieae   |
|  |              |
|  | Anthericceae |
|  |              |

|  | \| \| Herrerieae \| \| \| \| \| \| Anthericceae \| \| \| \| |
|  |                                                             |
|  | Herrerieae                                                  |
|  |                                                             |
|  | Anthericceae                                                |
|  |                                                             |

|  | Herrerieae   |
|  |              |
|  | Anthericceae |
|  |              |

|  | \| \| Herrerieae \| \| \| \| \| \| Anthericceae \| \| \| \| |
|  |                                                             |
|  | Herrerieae                                                  |
|  |                                                             |
|  | Anthericceae                                                |
|  |                                                             |

|  | Herrerieae   |
|  |              |
|  | Anthericceae |
|  |              |

|  | \| \| Herrerieae \| \| \| \| \| \| Anthericceae \| \| \| \| |
|  |                                                             |
|  | Herrerieae                                                  |
|  |                                                             |
|  | Anthericceae                                                |
|  |                                                             |

|  | Herrerieae   |
|  |              |
|  | Anthericceae |
|  |              |

|  | \| \| Herrerieae \| \| \| \| \| \| Anthericceae \| \| \| \| |
|  |                                                             |
|  | Herrerieae                                                  |
|  |                                                             |
|  | Anthericceae                                                |
|  |                                                             |

|  | Herrerieae   |
|  |              |
|  | Anthericceae |
|  |              |

|  | \| \| Herrerieae \| \| \| \| \| \| Anthericceae \| \| \| \| |
|  |                                                             |
|  | Herrerieae                                                  |
|  |                                                             |
|  | Anthericceae                                                |
|  |                                                             |

|  | Herrerieae   |
|  |              |
|  | Anthericceae |
|  |              |

Pozycja w systemie Takhtajana (1997)
Gromada okrytonasienne (Magnoliophyta Cronquist), klasa jednoliścienne (Liliopsida Brongn.), nadrząd Lilianae Takht., rząd Amaryllidales Link, rodzina agawowate (Agavaceae Endl.), podrodzina Agavoideae Herb., rodzaj agawa (Agave L.).
Pozycja w systemie Reveala (1993-1999)
Gromada okrytonasienne (Magnoliophyta Cronquist), podgromada Magnoliophytina Frohne & U. Jensen ex Reveal, klasa jednoliścienne (Liliopsida Brongn.), nadrząd Lilianae Takht., rząd agawowce (Agavales Hutch.), rodzina agawowate (Agavaceae Endl.), podrodzina Agavoideae Herb., plemię Agaveae Dumort., rodzaj agawa (Agave L.).
Gatunki (występujące w Europie)
- Agave albomarginata Gentry
- Agave angustifolia Haw.
- Agave atrovirens Karw. ex Salm-Dyck – agawa ciemnozielona
- Agave americana L. – agawa amerykańska
- Agave attenuata Salm-Dyck  – agawa zwężona
- Agave decipiens Baker
- Agave filifera Salm-Dyck – agawa nitkowata
- Agave fourcroydes Lemaire – agawa henekwen
- Agave lechuguilla Torr.
- Agave macroacantha Zucc.
- Agave murpheyi Gibson
- Agave oteroi G.D. Starr & T.J. Davis
- Agave salmiana Otto ex Salm-Dyck
- Agave sisalana Perrine – agawa sizalowa
- Agave tequilana F.A.C. Weber  – agawa niebieska
- Agave vivipara L.

## Zastosowanie

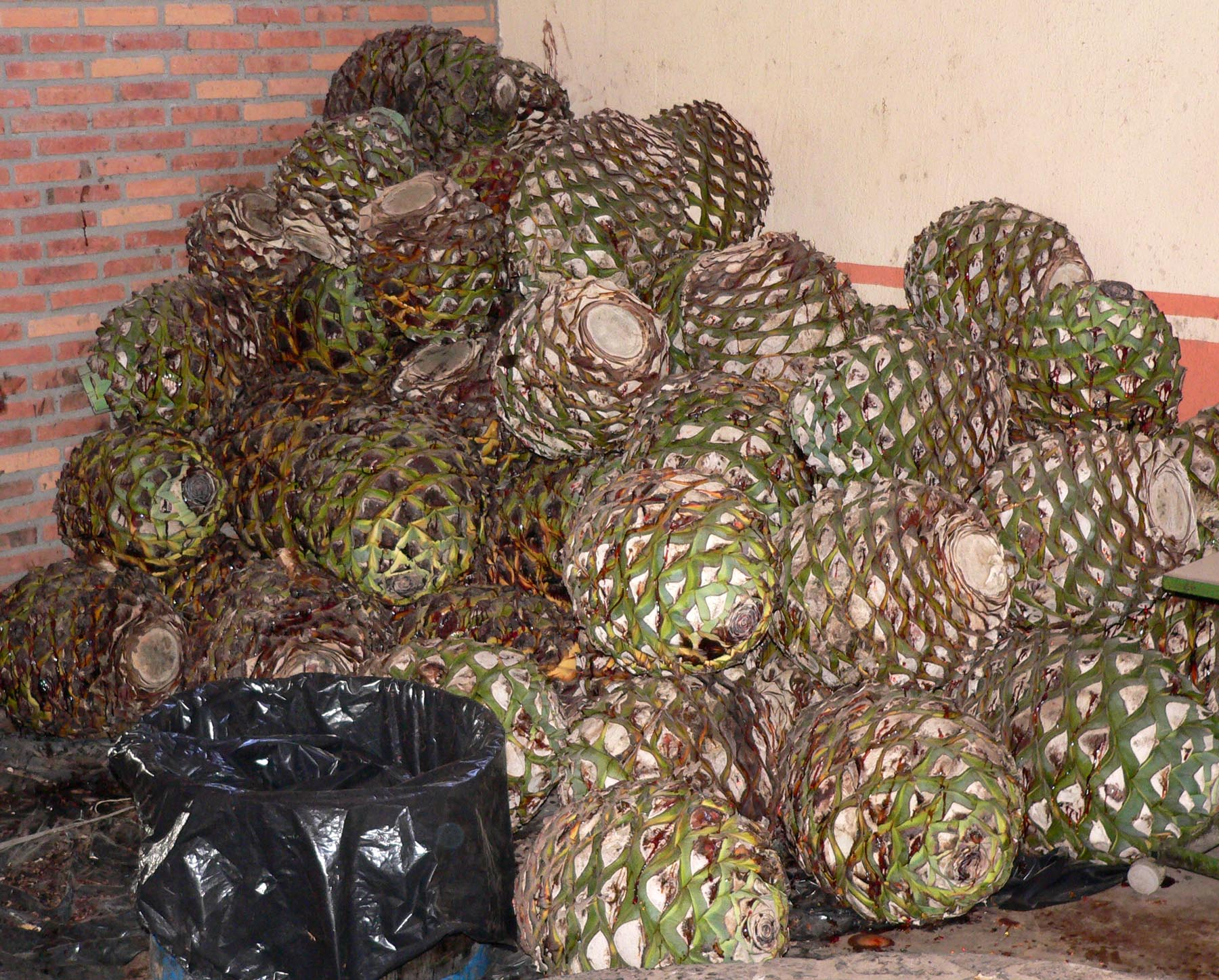
Rdzenie agawy niebieskiej

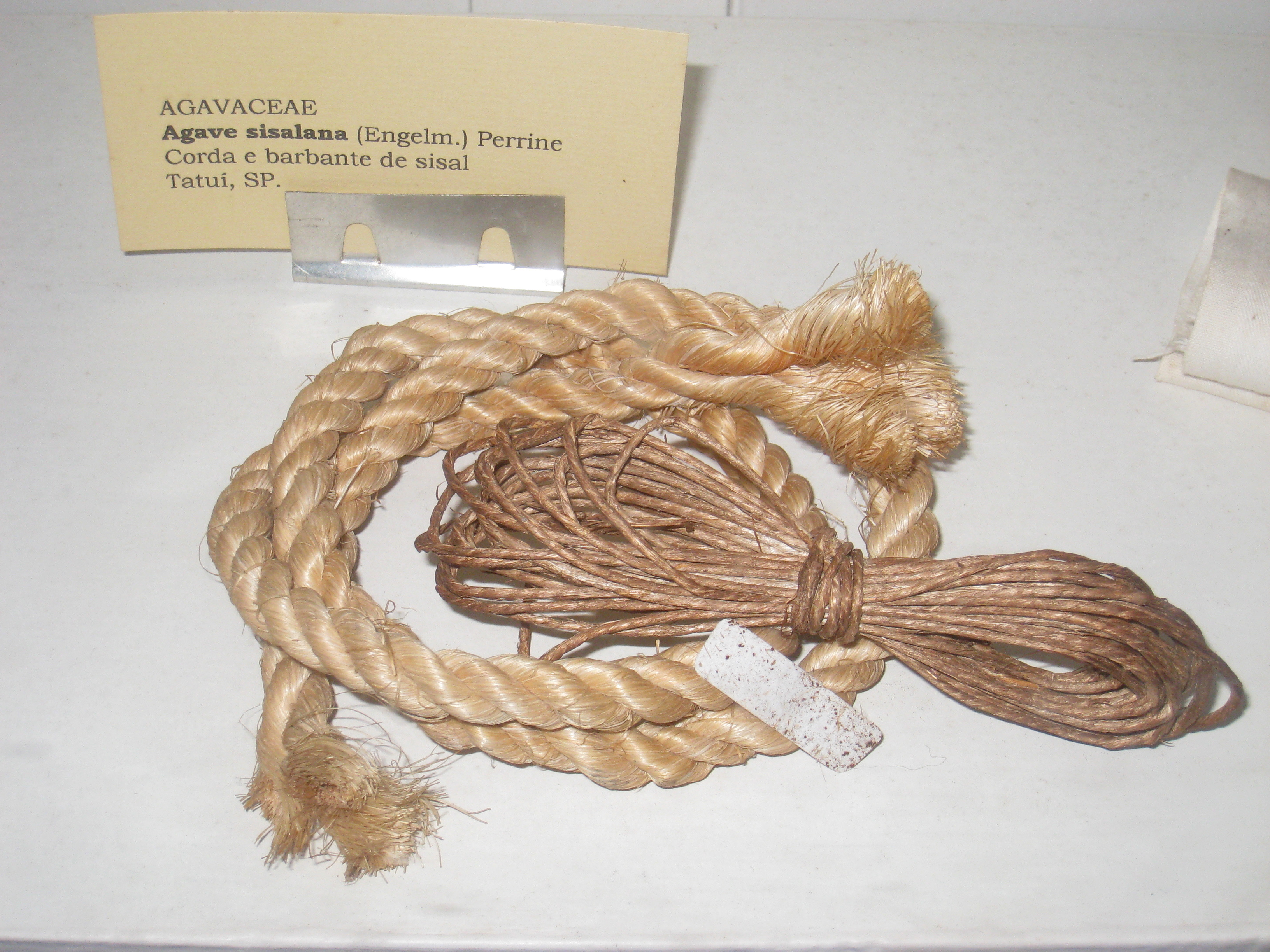
Produkty z włókien agawy sizalowej

Rośliny spożywczeSkrócona łodyga (rdzeń) wielu gatunków agaw jest bogata w cukry i jest spożywana po upieczeniu. Nasiona agaw są mielone na mąkę i używane jako zagęszczacz do zup lub w mieszankach z mąkami zbożowymi do wypieku pieczywa. Spożywane są także pędy kwiatostanowe. Sok z ciętych pędów kwiatostanowych, bogaty w cukry, używany jest jako syrop. Ze sfermentowanego soku z agaw produkuje się pulque (Agave salmiana), a z soku lub całych rdzeni różnych gatunków (np. Agave angustifolia) mezcal, którego odmianą jest tequila, produkowana z rdzeni agawy niebieskiej (Agave tequilana).
Rośliny leczniczeSok z agawy jest od dawna używany w Ameryce Środkowej jako spoiwo dla różnych proszków stosowanych jako okłady na rany. Sok może być również przyjmowany wewnętrznie w leczeniu biegunki i dyzenterii. Ma działanie antyseptyczne, napotne, moczopędne i przeczyszczające. Napar z posiekanego liścia ma działanie przeczyszczające, a sok z liści nakłada się na siniaki. Roślinę stosuje się wewnętrznie w leczeniu niestrawności, wzdęć, zaparć, żółtaczki i czerwonki. Sok ma właściwości dezynfekujące i może być przyjmowany wewnętrznie w celu zahamowania wzrostu bakterii gnilnych w układzie pokarmowym. Woda, w której moczono włókna agawy, może być stosowana jako środek odkażający skórę głowy i tonik w przypadku wypadających włosów. Z liści pozyskiwane są również prekursory leków steroidowych. Korzenie i liście stosowane są również do leczenia bólu zębów. Korzenie wykorzystywane są do leczenia kiły.
Inne zastosowaniaAgawy zawierają saponiny. Z liści i korzeni wytwarza się mydła. Bardzo mocne włókno pozyskiwane z liści agawy sizalowej i Agave angustifolia, służy do wyrobu lin i grubych tkanin. Z liści można też wyprodukować papier. Ciernie na liściach służą jako szpilki i igły. Suszone pędy kwiatostanowe są używane jako wodoodporne strzechy. Rośliny są wykorzystywane w programach rekultywacji gruntów na suchych obszarach świata.
Rośliny ozdobneWiele gatunków agaw jest uprawianych ze względu na atrakcyjne ulistnienie i niskie wymagania w  pojemnikach, ogrodach skalnych, a także jako nasadzenia dróg i wybrzeży. Rośliny wymagają dobrze przepuszczalnej gleby i stanowiska słonecznego. Nie są mrozoodporne.